# El poeta Halley
El poeta Halley es el octavo álbum de estudio del grupo español de indie pop rock Love of Lesbian. El compositor catalán Joan Manuel Serrat participó en una de las canciones del álbum, "El poeta Halley". El álbum contó con el trabajo del ilustrador gráfico Sergio Mora, por el cual ganó un Grammy Latino al Mejor Diseño de Empaque.
Fue publicado el 4 de marzo de 2016 por Warner Music Spain, debutando en el puesto número 1 por segunda vez consecutiva para Love of Lesbian. Al igual que sus dos álbumes anteriores, El poeta Halley obtuvo el tercer disco de oro para la banda en enero de 2017.

## Lista de canciones
Todas las letras escritas por Santi Balmes, toda la música compuesta por Balmes y Julián Saldarriaga. 
| N.º     | Título                                   | Duración |  |
| 1.      | «Planeador»                              | 5:37     |  |
| 2.      | «Bajo el volcán»                         | 5:47     |  |
| 3.      | «Cuando no me ves»                       | 5:10     |  |
| 4.      | «Los males pasajeros»                    | 6:46     |  |
| 5.      | «I.M.T. (Incapacidad Moral Transitoria)» | 4:38     |  |
| 6.      | «En busca del mago»                      | 5:07     |  |
| 7.      | «Océanos de sed»                         | 4:27     |  |
| 8.      | «Psiconautas»                            | 9:34     |  |
| 9.      | «Canción de bruma»                       | 3:25     |  |
| 10.     | «Contraespionaje»                        | 5:11     |  |
| 11.     | «El yin y el yen»                        | 3:25     |  |
| 12.     | «El ciclo lunar de Halley Star»          | 5:26     |  |
| 13.     | «El poeta Halley»                        | 7:25     |  |
| 1:11:58 |                                          |          |  |